# Takemitsu Takizaki
Takemitsu Takizaki (japanisch 滝崎 武光 Takizaki Takemitsu; * 10. Juni 1945 in Ashiya) ist ein japanischer Geschäftsmann sowie Ehrenvorsitzender und Gründer von Keyence, einem Hersteller von Sensoren und komplexen technischen Maschinen. Anfang 2022 betrug sein Vermögen 23,9 Milliarden US-Dollar, womit er zu den reichsten Japanern gehört.

## Laufbahn
Nach seinem Abschluss von der technischen Oberschule Amagasaki arbeitete er für einen ausländischen Maschinenbauer. Während des nächsten Jahrzehnts gründete er zwei Unternehmen, die allerdings beide bankrottgingen. Takizaki gründete 1974 schließlich mit drei Mitarbeitern Lead Electric. Zwölf Jahre später änderte er den Firmennamen in Keyence. Das Unternehmen ging 1987 an die Börse. Takizaki besitzt knapp 23 % der Anteile.

## Privates
Takizaki ist verheiratet, hat einen Sohn, Takeshi Takizaki, und lebt in Osaka, Japan.